# 保明親王
保明親王（やすあきらしんのう）は、平安時代前期の皇族。醍醐天皇の第二皇子で、その皇太子。朱雀天皇・村上天皇の同母兄。初名は崇象（むねかた）。諡は文献彦太子。

## 経歴
伯父の左大臣・藤原時平の後ろ盾により、延喜4年（904年）にわずか2歳（満2か月）で立太子し、東宮となる。しかし、延喜9年（909年）時平は没した。延喜11年（911年）11月28日保明に改名する。延喜16年（916年）10月22日に元服。東宮女御として藤原時平の娘仁善子、藤原忠平の娘貴子が入宮した。また、親王の乳母の子で歌人の大輔を寵愛する。保明親王は即位することなく、父・醍醐天皇に先立ち薨御。享年21。
保明親王薨後、その第一王子・慶頼王（やすよりおう：時平の外孫）が皇太子に立てられるが、2年後僅か5歳で薨御し、代わりに保明親王の同母弟、寛明親王（朱雀天皇）が皇太子となる。保明親王・慶頼王ともに藤原時平と繋がりが深かったことから、両者の相次ぐ死は時平が追い落とした菅原道真の祟りによるものとの風評が立った。これを受けて醍醐天皇は道真を右大臣に戻し正二位を追贈する詔を発し、道真追放の詔を破棄する。なおも、台風・洪水・疫病と災厄は収まらず、延長8年（930年）6月には内裏の清涼殿に落雷が発生し（→清涼殿落雷事件）、公卿を含む複数の死者が出た。醍醐天皇はこれを見て病に臥し、3ヵ月後寛明親王に譲位、7日後崩御した。

## 系譜
- 父：醍醐天皇
- 母：藤原穏子（藤原基経の娘）
- 妃：藤原仁善子（本院御息所）（?-946） - 藤原時平の娘（一説に藤原定方の娘？）
  - 王子：慶頼王（921-925）
  - 王女：煕子女王（?-950） - 朱雀天皇女御
- 妃：藤原貴子（中将御息所）（904-962） - 藤原忠平の長女
- 妃：参議藤原玄上の娘 - 後に藤原敦忠、藤原文範と再婚